# Granville Bantock
Sir Granville Bantock, né le 7 août 1868 à Londres et mort le 6 octobre 1946 à Londres, est un compositeur britannique.

## Biographie
Il étudie à la Royal Academy of Music de 1889 à 1892. Après ses études, il publie jusqu'en 1896 The New Quarterly Musical Review où il défend particulièrement la musique contemporaine de son époque.
Grand ami de Havergal Brian, il succède à Edward Elgar comme professeur de musique à l'Université de Birmingham, poste qu'il occupe de 1907 à 1934. À cette date, il entre au Trinity College of Music de Londres. Il a joué un rôle important dans la fondation du City of Birmingham Symphony Orchestra en 1920 ; le concert inaugural, cette année-là, voit d'ailleurs Elgar diriger une des pièces de Bantock : l'ouverture Saül.
Ses œuvres, situées dans la lignée du chromatisme et de l'univers wagnériens, étaient très marquées par les racines celtiques et les thèmes picturaux : Hebridean Symphony (1915), Celtic Symphony, Cuchullan's Lament, Pagan Symphony (1928). On y trouve également l'influence de thèmes orientaux.

## Œuvre
Granville Bantock laisse 250 œuvres.

### Orchestre
- Saül, ouverture symphonique avec orgue (1897)
- Hebridean Symphony (1915)
- Pagan Symphony (1925-1928)
- The Cyprian Goddess, symphonie no 3 (1938-1939)
- Celtic Symphony pour 6 harpes et orchestre à cordes (1940)
- Helena Variations (1899)
- Six Tone Poems : 1. Thalaba the Destroyer (1900), 2. Dante and Beatrice (1901, rev. 1910), 3. Fifine at the Fair (1901), 4. Hudibras (1902), 5. The Witch of Atlas (1902), 6. Lalla Rookh (1902)
- Oriental Rhapsody (1930)
- Two Heroic Ballads (1944)
- Prometheus Unbound, poème symphonique (1936)

### Concertante
- Elegiac Poem pour violoncelle et orchestre (1898)
- Sapphic Poem pour violoncelle et orchestre (1906), dédié à Willi Lehmann
- Celtic Poem pour violoncelle et orchestre (1914), arrangement d'une composition pour violoncelle et piano, dédié à Herbert Withers
- Hamabdil pour violoncelle, harpe et cordes (1919, tiré de la musique de scène pour Judith, dédié à Percy Hall)
- Dramatic Poem pour violoncelle et orchestre (1941)

### Opéras
- Caedmar (1893)
- The Pearl of Iran (1894)
- The Seal-Woman (1924)
- Eugene Aram, opéra inachevé

### Voix et orchestre
- Wulstan, pour baryton et orchestre (1892)
- Five Ghazals of Hafiz with a Prelude, pour baryton et orchestre (1905), texte de Hafez traduit par E. Arnold
- Ferishtah's Fancies, pour ténor et orchestre (1905), texte de Robert Browning
- Sappho, nine fragments with a Prelude pour mezzo-soprano et orchestre (1906), texte de Sappho traduit par Helena F. Bantock[N 1]
- Pagan Chants, pour ténor et orchestre (1917–1918)
- The Vale of Arden, pour voix et orchestre (1919)
- The March, pour ténor et orchestre (1919)
- The Sphinx, a cycle, pour baryton ou contralto (1941), texte d'Oscar Wilde
- Thomas the Rhymer pour voix et orchestre (1946)

### Chorale

#### Chœur et orchestre
- The Fire Worshippers, cantate dramatique pour solistes, chœur et orchestre (1892)
- The Time Spirit, rhapsody for chorus and orchestra (vers 1900)
- Sea Wanderers, poème choral pour chœur et orchestre (vers 1900)
- Omar Kháyyám, oratorio pour solistes, chœur et orchestre : première partie (1906), deuxième partie (1907), troisième partie (1909), texte de Omar Khayyam
- Christus, a Festival Symphony in ten parts pour solistes, chœur et orchestre (1907), inachevé
- The Song of Liberty, pour solistes, chœur et orchestre (1914)
- The Great God Pan, pour solistes, chœur et orchestre (1920)
- The Song of Songs, oratorio pour solistes, double chœur et orchestre (1922), texte du Cantique des Cantiques
- The Burden of Babylon, pour chœur, cuivres et tambours (1927), texte tiré de La Bible
- The Pilgrim's Progress, oratorio pour voix, chœur et orchestre (1928)
- Prometheus Unbound, pour chœur et orchestre (1936), texte de Shelley
- King Solomon, pour chœur, narrateur et orchestre (1937)

#### Chœur mixtea cappella
- Atalanta in Calydon, symphonie chorale  (1912), texte de Swinburne
- Vanity of Vanities, symphonie chorale (1914), texte de l'Ecclésiaste
- A Pageant of Human Life, suite chorale (Sir Thomas More)
- The Golden Journey to Samarkand (1922), texte de James Elroy Flecker
- America - National Song (avant 1946)
- Choral Hymn for a Priest's First Mass (1946)

#### Chœur d'hommesa cappella
- Mass in B-flat major (1903)
- Lucifer in Starlight (1911), texte de George Meredith
- Choral Suite from The Chinese (1914)
- Three Sea Songs (après 1920), texte de Henry Newbolt
- Three Cavalier Tunes (après 1920), texte de Robert Browning
- Suite from Cathay (1923), texte d'Ezra Pound
- Choral Suite (1926)
- Seven Burdens of Isaiah (1927), texte de la Bible
- Three Browning Songs (1929), texte de Robert Browning

### Musique de scène

#### Ballet
- Aegypt (1892)

#### Théâtre
- Two Orchestral Scenes from The Curse of Kehama (1894)
- Pierrot of the Minute, ouverture (1908), pour la pièce de Ernest Dowson
- Hippolytus (1908), pour Hippolyte d'Euripide
- Elektra (1909), pour Électre de Sophocle
- Overture to a Greek Tragedy (1911), pour Œdipe à Colone de Sophocle
- Salome, The Dance of the Seven Veils (1918), pour Salomé d'Oscar Wilde
- Macbeth (1926), pour Macbeth de Shakespeare
- The Frogs, ouverture (1935) pour Les Grenouilles d'Aristophane
- Overture to Shakespeare's King Lear pour cuivres (1936), pour Le Roi Lear de Shakespeare
- The Bacchae, prélude (1939) pour Les Bacchantes d'Euripide
- Orion, ouverture pour cuivres (1945)
- The Birds, ouverture (1946), pour Les Oiseaux d'Aristophane

### Musique de chambre
- Elegiac Poem pour violoncelle et piano (1898)
- Quatuor à cordes en ut mineur (1899)
- Sérénade pour cors (1903)
- Pibroch, a Highland Lament pour violoncelle et harpe (1917)
- Sonate pour alto en fa majeur (1919)
- Hamabdil, mélodie hébraïque en sol mineur, pour violoncelle et piano (1919)
- Fanfare pour 4 trompettes (1921)
- Fantastic Poem pour violoncelle et piano (1924)
- Sonates en sol mineur pour violoncelle seul (1924)
- Sonates pour violon : no 1 en sol majeur (1929) ; no 2 en fa dièse mineur (1945)
- Pagan Poem pour flûte et piano (1930)
- Sonates pour violoncelle : no 1 en si mineur (1940) ; no 2 en fa dièse mineur (1945)
- Dramatic Poem pour violoncelle et piano (1945)

### Piano
- Suite, a Marionette Show (1918)
- Three Scottish Scenes (1919)
- Lalla Rookh, Tales and Dances (1919)
- The Cloisters at Midnight (1920)
- Arabian Nights (1920, sept pièces dédiées à Gustav Holst)
- Miniatures (twelve pieces)
- Phantoms (1934)
- Nine Dramatic Poems (1935)
- Memories of Sapphire (1938), dédié à Muriel Mann

## Discographie
- Granville Bantock - Christopher Wilson British Music for Strings (II), Südwestdeutsches Kammerorchester Pforzheim, Douglas Bostock, CPO (novembre 2021)
- Bantock Rediscovered, Maria Marchant, SOMMI (juin 2018)
- Granville Bantock : Omar Khayyam, BBC Singers, BBC Symphony Orchestra, BBC Scottish Symphony Orchestra, Norman Del Mar, Lyrita (juillet 2016)
- A Pageant of Human Life. Choral Music of Granville Bantock, The Saint Louis Chamber Chorus, Philip Barnes, Regent (mars 2009)
- Bantock : Omar Khayyam, BBC Symphony Orchestra, Vernon Handley, Catherine Wyn-Rogers, Toby Spence, Roderick Williams, Olivia Robinson, Siân Menna, Edward Price, Chandos (septembre 2007)
- Bantock : Violin Sonatas, Lorraine McAslan, Dutton Epoch (septembre 2002)
- Bantock : Hebridean Symphony / Old English Suite, Slovak State Philharmonic Orchestra, Adrian Leaper, Naxos (mai 2001)
- Bantock : Cello Sonatas, Andrew Fuller (violoncelle), Michael Dussek (piano), Lucy Wakeford (harpe), Dutton Epoch (décembre 2000)